# Schempp-Hirth Duo Discus

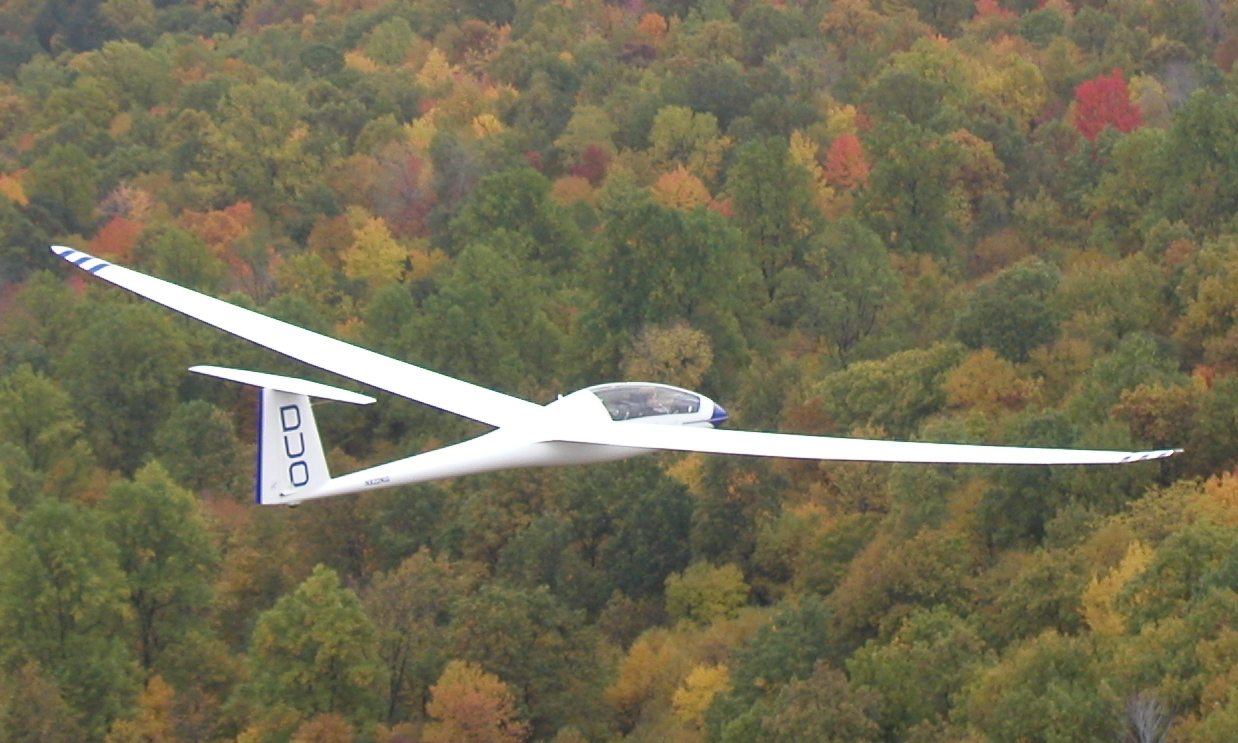
Duo Discus T volant au-dessus des arêtes de la Pennsylvanie, États-Unis.

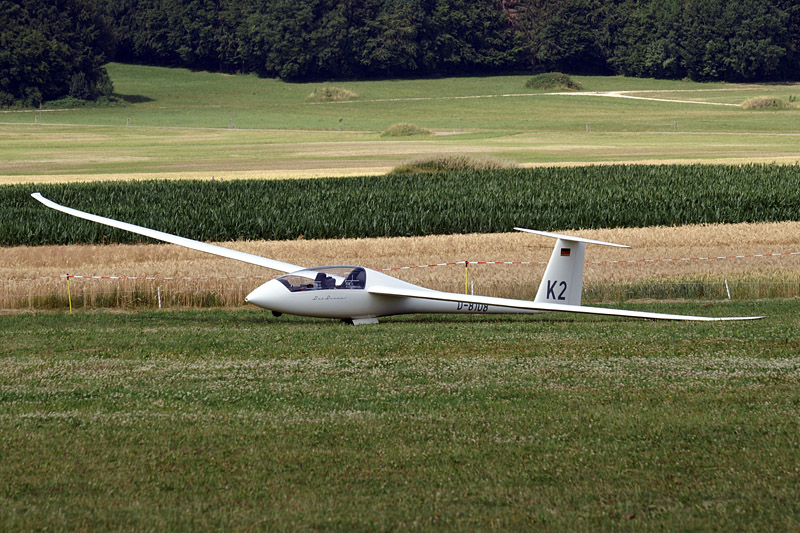

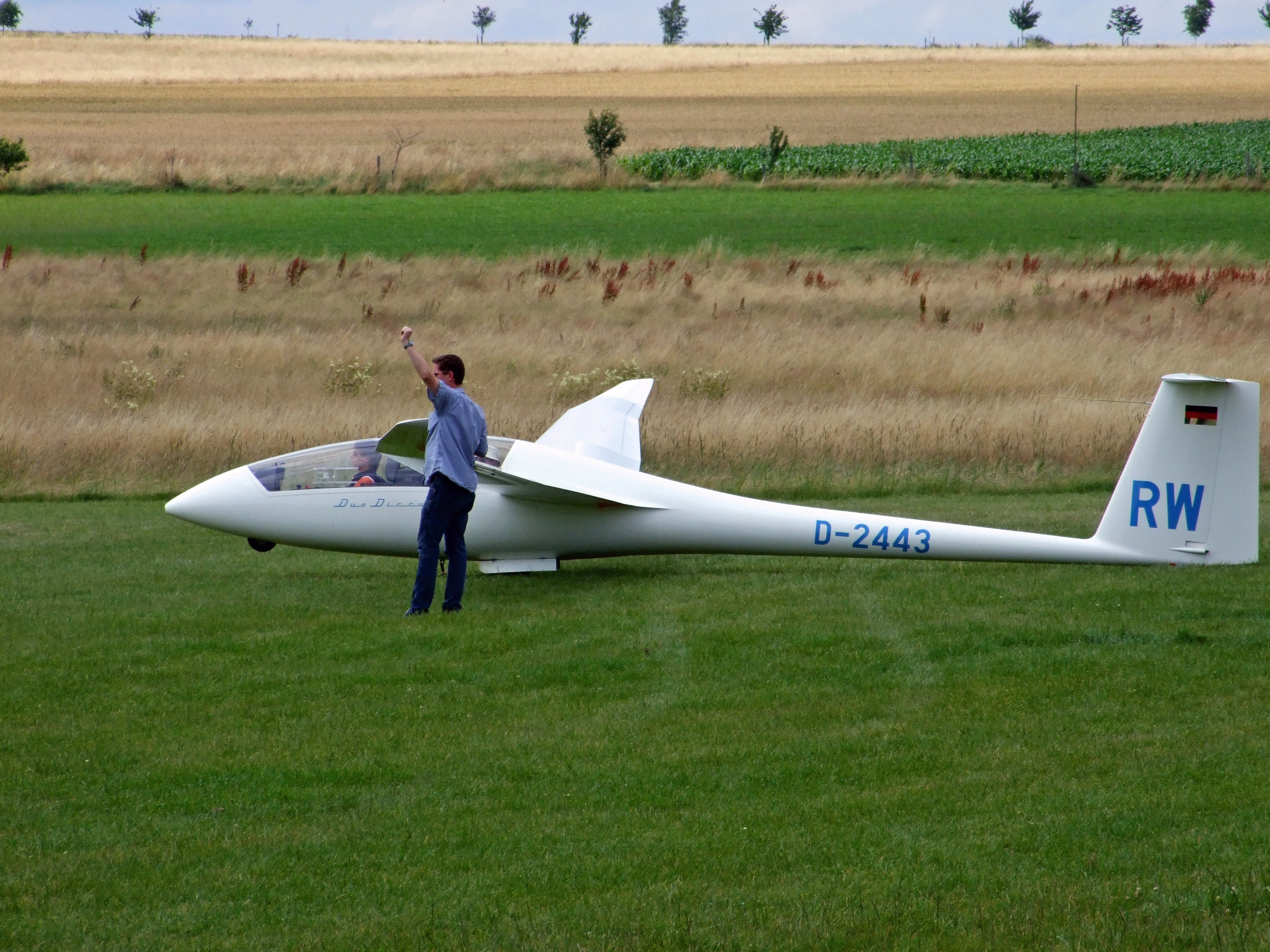

Le Schempp-Hirth Duo Discus est un planeur de haute performance, principalement conçu pour faire des vols sur la campagne. Il est souvent employé pour la formation avancée et pour les vols d'agrément des pilotes expérimentés. Depuis quelques années, avec la création de la catégorie Biplace 20m en compétition officielle, il est également largement utilisé en compétition.
Il a remplacé le Janus comme planeur biplace de haute performance chez Schempp-Hirth. 
Bien qu'il partage son nom avec le monoplace Discus de la classe standard, sa conception est entièrement différente. On peut néanmoins noter une certaine ressemblance, l'aile du Duo Discus ayant, comme le Discus une forme en croissant formée par l'assemblage de plusieurs segments d'aile.
Il effectua son premier vol en 1993 et est en production dans l'usine situé à Orlican en République Tchèque.
Le Duo Discus a une envergure de 20 mètres, avec une aile en quatre morceaux présentant une légère flèche avant pour permettre d'avancer le centre de gravité vers le pilote arrière. Sa finesse maximale varie de 45 à 46 suivant les versions. 

## Version
- Duo Discus Version d'origine qui effectua son premier vol en 1993.
- Duo Discus T Version équipée d'un "turbo"
- Duo Discus X Version améliorée en 2005, par l'apparition de volets de courbure accouplés avec les aérofreins et d'un train d'atterrissage renforcé.
- Duo Discus XT est une version turbo du Duo Discus X.
- Duo discus XL et sa version turbo XLT, est une version avec un fuselage plus long de 10 cm, des aérofreins modifiés (déplacement de 4 cm vers le bord 'attaque et augmentation de leur efficacité avec une course de 18 mm supplémentaire)

Plus de 400 ont été construits en 2005. Son principal rival est maintenant le DG Flugzeugbau DG-1000. 

## Anecdote
C'est un Duo discus 
qui fut utilisé en 1999 dans le film L'Affaire Thomas Crown.

## Données techniques

### Données planeur pur
| Type                   | Duo Discus         | Duo discus X       | Duo discus XL      | Duo discus XT      | Duo discus XLT     |
| Classe de competition  | FAI Biplace        | FAI Biplace        | FAI Biplace        | FAI Biplace        | FAI Biplace        |
| Nombre construit       | 400 +              | 400 +              | 400 +              | 400 +              | 400 +              |
| Pilote                 | 2                  | 2                  | 2                  | 2                  | 2                  |
| Dimensions             |                    |                    |                    |                    |                    |
| Longueur               | 8,62 m             | 8,62 m             | 8,73 m             | 8,62 m             | 8,73 m             |
| Hauteur                | environ 1,6 m      | environ 1,6 m      | environ 1,6 m      | environ 1,6 m      | environ 1,6 m      |
| Largeur de cockpit     | 0,71 m             | 0,71 m             | 0,71 m             | 0,71 m             | 0,71 m             |
| Hauteur du cockpit     | 1,02 m             | 1,02 m             | 1,02 m             | 1,02 m             | 1,02 m             |
| Envergure              | 20 m               | 20 m               | 20 m               | 20 m               | 20 m               |
| Surface alaire         | 16.4 m²            | 16.4 m²            | 16.4 m²            | 16.4 m²            | 16.4 m²            |
| Allongement            | 24,4               | 24,4               | 24,4               | 24,4               | 24,4               |
| Profil d'aile          | HQ-31 A/XX         | HQ-31 A/XX         | HQ-31 A/XX         | HQ-31 A/XX         | HQ-31 A/XX         |
| Masses et charge       |                    |                    |                    |                    |                    |
| Masse à vide           | 410 kg             | 405 kg             | 410 kg             | 465 kg             | 465 kg             |
| Ballast                | 200 kg             | 200 kg             | 200 kg             | 200 kg             | 200 kg             |
| Ballast de queue       | Optionnel          | Optionnel          | Optionnel          | Optionnel          | Optionnel          |
| Masse maximale         | 700 kg             | 750 kg             | 750 kg             | 750 kg             | 750 kg             |
| Charge alaire minimale | 29,3 kg/m²         | 30 kg/m²           | 29 kg/m²           | 32,6 kg/m²         | 33,8 kg/m²         |
| Charge alaire maximale | 42,7 kg/m²         | 45,7 kg/m²         | 45,7 kg/m²         | 45,7 kg/m²         | 45,7 kg/m²         |
| Caracteristique de vol |                    |                    |                    |                    |                    |
| Vitesse decrochage     | - km/h             | - km/h             | - km/h             | 68 km/h            | 79 km/h            |
| Vitesse maximale (VNE) | 250 km/h           | 250 km/h           | 263 km/h           | 250 km/h           | 263 km/h           |
| Vitesse en air agité   | 180 km/h           | 180 km/h           | 180 km/h           | 180 km/h           | 180 km/h           |
| Taux de chute minimal  | 0,58 m/s à 85 km/h | 0,58 m/s à 85 km/h | 0,58 m/s à 85 km/h | 0,58 m/s à 85 km/h | 0,58 m/s à 85 km/h |
| Finesse maximale       | 45                 | 46.5               | 46.5               | 46.5               | 46.5               |

### Motorisation
| Designation      | Moteur de la version Turbo       |
| Reference moteur | Solo engine 2350                 |
| Type de moteur   | 2 cylindres 2 temps              |
| Puissance moteur | 29,5 CV à 5500 tr/min            |
| Reservoir        | 16 litres                        |
| Autonomie        | environ 200 km en vol en dauphin |

## Référence
- Revue Vol à Voile Juillet-Aout 2008 N°132
- Site de la société de construction Schempp-Hirth ((en) et (de), voir aussi version française sous Schempp-Hirth)
- Sailplane Directory